# Alberic van Beauvais
Alberic van Beauvais, in het Italiaans Alberico di Ostia (Beauvais, 1080 - Verdun, 1148), was benedictijn, kardinaal-bisschop van Ostia en pauselijk legaat in dienst van verschillende pausen onder meer paus Eugenius III.

## Benedictijn
Alberic trad jong in het benedictijnerklooster van Cluny. Hij werd prior van de benedictijnen van Saint-Martin-des-Champs (abdij) in Parijs (jaren 1120) en van Vezelay (jaren 1130). Zijn zin voor organisatie en diplomatie viel op bij Petrus Venerabilis in Cluny.

## Kardinaal
In 1138 benoemde paus Innocentius II hem tot bisschop van Ostia bij Rome, met de bijhorende kardinaalshoed. Hij was de eerste kardinaal uit het bisdom Beauvais. Alberic was in diplomatieke dienst voor opeenvolgende pausen. Hij was pauselijk legaat in de volgende missies:
- Westminster, toen naast Londen (1138)[3]. Alberic bemiddelde in het dynastiek dispuut tussen de Normandiër Stefanus, koning van Engeland, en David, koning van Schotland. Hij benoemde ook een aartsbisschop voor Canterbury.

- Bari (1139). Alberic dwong de bevolking achter hun koning, de Normandiër Rogier II, te staan.

- Antiochië (1140)[1] Alberic zat een synode voor om de Normandiër Ralphus van Domfront, Latijns patriarch van Antiochië, af te zetten. Deze Ralphus was in ruzie met de vorst van Antiochië, Raymond van Poitiers. Alberic koos partij voor deze laatste. Alberic probeerde de patriarch van de Armeense kerk over te halen tot de rooms-katholieke kerk, doch hij mislukte hierin[4].

- Toulouse en Bordeaux (1144-1145)[1]. Alberic bemiddelde in verschillende disputen in Frankrijk. Hij steunde Bernardus van Clairvaux in de kruistocht tegen de Albigenzen. Hij zette de bisschop van Vienne af wegens wangedrag. Hij verzoende de graaf van Nevers met de abt van Vezelay. Hij ging praten met de ruziënde aartsbisschop van Bordeaux en zijn kanunniken.

- Parijs en Trier. (1147-1148)[1] Alberic begeleidde paus Eugenius III naar Parijs. Daar zetten zij de aartsbisschop van York af en brachten een bezoek aan koning Lodewijk VII, die vertrok op kruistocht tegen de Albigenzen. Zij reisden door naar de aartsbisschop van Trier. Alberic overleed tijdens de terugreis in Verdun in Opper-Lotharingen.[5]

- Gemeinsame Normdatei: 100935729
- Virtual International Authority File: 37271552
- WorldCat: E39PBJqK8KXyCK9DVrBjxxFxjC